# Parigi-Roubaix 2025
La Parigi-Roubaix 2025, centoventiduesima edizione della corsa, valevole come sedicesima prova dell'UCI World Tour 2025, si è svolta il 13 aprile 2025 su un percorso di 259,2 chilometri, con partenza da Compiègne e arrivo nel velodromo André Pétrieux a Roubaix. La corsa è stata vinta dall'olandese Mathieu van der Poel, il quale ha completato il percorso in 5h31'27" alla media di 46,921 km/h precedendo lo sloveno Tadej Pogačar e il danese Mads Pedersen.

## Percorso
Il percorso dell'edizione 2025 non presenta particolari variazioni rispetto a quello dell'edizione precedente. I settori di pavé sono 30, con un chilometraggio meno elevato rispetto al 2024: 55,3 chilometri contro i 55,7 dell'edizione precedente. Anche in questa edizione sono presenti i tre settori più impegnativi, ossia la Foresta di Arenberg, il pavé di Mons-en-Pévèle, e il Carrefour de l'Arbre. La vera grande novità dell'edizione 2025 è stata l'introduzione di una serie di curve all'ingresso nel settore della foresta di Arenberg, il tratto di pavé più iconico della corsa.

## Squadre partecipanti
Al via 25 formazioni, i diciotto WorldTeam e sette ProTeam invitati; ciascuna formazione è composta da sette ciclisti.
| N.      | Cod. | Squadra                         |
| ------- | ---- | ------------------------------- |
| 1-7     | ADC  | Alpecin-Deceuninck              |
| 11-17   | LTK  | Lidl-Trek                       |
| 21-27   | UAD  | UAE Team Emirates XRG           |
| 31-37   | TVL  | Team Visma-Lease a Bike         |
| 41-47   | IGD  | Ineos Grenadiers                |
| 51-57   | GFC  | Groupama-FDJ                    |
| 61-67   | RBH  | Red Bull-Bora-Hansgrohe         |
| 71-77   | DAT  | Decathlon AG2R La Mondiale Team |
| 81-87   | UXM  | Uno-X Mobility                  |
| 91-97   | SOQ  | Soudal Quick-Step               |
| 101-107 | XAT  | XDS Astana Team                 |
| 111-117 | TUD  | Tudor Pro Cycling Team          |
| 121-127 | COF  | Cofidis                         |

| N.      | Cod. | Squadra                |
| ------- | ---- | ---------------------- |
| 131-137 | TBV  | Bahrain Victorious     |
| 141-147 | IWA  | Intermarché-Wanty      |
| 151-157 | ARK  | Arkéa-B&B Hotels       |
| 161-167 | EFE  | EF Education-EasyPost  |
| 171-177 | TEN  | TotalEnergies          |
| 181-187 | IPT  | Israel-Premier Tech    |
| 191-197 | JAY  | Team Jayco AlUla       |
| 201-207 | LOT  | Lotto                  |
| 211-217 | MOV  | Movistar Team          |
| 221-227 | TPP  | Team Picnic PostNL     |
| 231-237 | Q36  | Q36.5 Pro Cycling Team |
| 241-247 | RKT  | Unibet Tietema Rockets |

## Cronaca della corsa
La corsa è caratterizzata da una fuga iniziale di 8 corridori, con i primi incidenti prima dell'arrivo del pavé con la caduta di Wout Van Aert, mentre Filippo Ganna, uno dei favoriti, si ritrova a dover inseguire dopo una foratura al primo settore di pietre. Dopo il massimo vantaggio di circa 3' per la fuga di giornata, il gruppo in due tronconi si riunisce, tuttavia la corsa entra nel vivo prima ancora della Foresta di Arenberg con le accelerazioni di due favoriti come Mads Pedersen e Tadej Pogacar.
L'iconico settore a 5 stelle della foresta, che quest'anno ha un ingresso a velocità più controllata grazie ad una modifica sul percorso con un passaggio interno nelle strade presso il museo minerario, vede l'attacco del favorito d'obbligo e vincitore delle ultime due edizioni: Mathieu van der Poel.
Ben presto il gruppo di testa viene scremato a sole 5 unità: oltre a Pogacar e Van der Poel, tengono il ritmo infernale dei due big anche Pedersen, Bisseger e l'altro corridore dell'Alpecin, Jasper Philipsen. Ai -60 l'attacco del campione del mondo trova la risposta solo di Van der Poel e del suo compagno di squadra, che rientra.
I tre vanno ben presto oltre il minuto di vantaggio sugli immediati inseguitori e sul pavé a 5 stelle di Mons-en-Pevelle Pogacar sferra l'attacco che lascia indietro Philipsen ma non van der Poel, con cui s'invola verso il traguardo. A poco più di 30km dall'arrivo tuttavia, mentre conduceva, il campione del mondo affronta una curva sul pavé troppo forte e finisce sull'erba, non riuscendo a mantenersi in piedi, mentre l'olandese mantiene in qualche modo l'equilibrio. Il cambio bici per lo sloveno gli fa perdere poi una ventina di secondi, che inizialmente sembra in grado di colmare, tuttavia non riesce ad accordarsi al detentore della corsa, fino a ché non deve fermarsi per un altro cambio bici.
L'unico piccolo brivido per van der Poel è la foratura al Carrefour de l'Arbre, che tuttavia viene gestita magistralmente con suo team ripartendo verso il velodromo dove transita oltre un minuto sul secondo, mentre dopo Pogacar arriva un gruppetto di tre corridori che vede Pedersen, anch'egli vittima di una foratura in un momento cruciale, riesce a prevalere su Van Aert.
Van der Poel completa così una tripletta consecutiva di cui solo Lapize e Moser erano stati capaci.

## Ordine d'arrivo (Top 10)
| Pos. | Corridore            | Squadra     | Tempo    |
| ---- | -------------------- | ----------- | -------- |
| 1    | Mathieu van der Poel | Alpecin     | 5h31'27" |
| 2    | Tadej Pogačar        | UAE         | a 1'18"  |
| 3    | Mads Pedersen        | Lidl        | a 2'11"  |
| 4    | Wout Van Aert        | Visma       | s.t.     |
| 5    | Florian Vermeersch   | UAE         | s.t.     |
| 6    | Jonas Rutsch         | Intermarché | a 3'46"  |
| 7    | Stefan Bissegger     | Decathlon   | s.t.     |
| 8    | Markus Hoelgaard     | Uno-X       | s.t.     |
| 9    | Fred Wright          | Bahrain     | a 4'35"  |
| 10   | Laurenz Rex          | Intermarché | a 4'36"  |